# سالاي
غيان غياكومو كابروتي دا أورينو، يشتهر أكثر باسم «سالاي» (الشيطان، أو الوسخ الصغير) (1480-إلى ما قبل 10 مارس 1524)، كان رساماً إيطالياً وأحد تلاميذ ليوناردو دا فينشي في الفترة 1490 حتى 1518. دخل سالاي منزل دا فنشي في سن العاشرة. وكان يرسم تحت اسم «أندريا سالاي». وصف بأنه تلميذ دا فنشي وخادمه مدى الحياة وقد اعتقد البعض أنه قد يكون النموذج الذي صوّره دا فنشي في لوحة يوحنا المعمدان ولوحة باخوس.

## نشأته
ولد سالاي عام 1480 ابناً لبيترو دي جيوفاني، مستأجر كروم لدى ليوناردو، بالقرب من بورتا فيرسيللينا، في ميلانو.

## علاقته بليوناردو دا فنشي
انضم إلى أسرة ليوناردو عندما كان في العاشرة من عمره، كمساعد. وقد وصفه فاساري «شاب رشيق وجميل ذو شعر مجعد، كان ليوناردو سعيد به كثيراً». على الرغم من أن ليوناردو وصفه بأنه كاذب ولص وعنيد وشره، وأنه سرق منه خمس مرات على الأقل، إلا أنه أبقاه في منزله لأكثر من 25 عاماً، حيث درّبه كفنان. 
أصبح سالاي قادراً على التأثير كرسام 
الذي أنشأ العديد من اللوحات بما فيها مونا فانا، وهي نسخة عارية من موناليزا، وقد تكون نسخة عن لوحة عارية رسمها ليوناردو.
يعتقد بأن ليوناردو استخدم سالار كموديل في العديد من لوحاته، خاصةٌ لوحة يوحنا المعمدان.[بحاجة لمصدر]
خلال إقامة ليوناردو الثانية في ميلان، أخذ معه تلميذاً صغيراً آخر، هو فرانسيسكو ميلزي. كان فرانسيسكو بخلاف سالاي ابن أحد النبلاء. عندما ارتحل ليوناردو إلى روما عام 1513 وإلى فرنسا عام 1516، صاحبه كلا من سالاي وميلزي. أصبح ميلزي المساعد الرئيسي وسكرتير ليوناردو وكان يجهّز كتابات ليوناردو للنشر. يقول فاساري أن ميلزي في عهد ليوناردو كان رجلاً وسيماً جداً. في فرنسا، كان يشار له على أنه الجنتلمان الإيطالي الذي يعيش مع سيده ليوناردو، في حين كان سالاي قد تجاوز الأربعين من عمره، وكان يوصف بالخادم. ترك سالاي ليوناردو وفرنسا عام 1518. ثم عاد لاحقاً إلى ميلان للعمل في كروم ليوناردو، التي عمل والده فيها مسبقاً، والتي منحها ليوناردو له.
يعتقد بأنه عند وفاة ليوناردو عام 1519، ورث سالاي العديد من اللوحات من ضمنها موناليزا، ونصف كروم العنب. ثم آلت معظم هذه الأعمال إلى ملكية فرانسوا الأول ملك فرنسا.
مُنحت معظم المتعلقات الشخصية واللوحات والرسومات ودفاتر الملاحظات لإلى فرانسيسكو ميلزي حسب وصية ليوناردو.[بحاجة لمصدر] تشير إحدى النظريات إلى أن معظم لوحات سالاي هي نسخ صنعها بنفسه؛ إذ توجد نسخة من الموناليزا في برادو في مدريد، وبضعة نسخ من «العذراء والقديسة آن» ونسخة من «القديس يوحنا المعمدان» في ميلان تعزى لسالاي.
تزوج سالاي من بيانكا كولديرولي دانونو، في حزيران 14، 1523، وعمره 43 عاماً. توفي سالاي عام 1534 بسبب جرح أصيب به في مبارزة بالقوس والنشاب، ودفن في ميلان في 10 آذار (مارس) 1524.

## جنسانية سالاي
تشير العديد من الرسومات من بين أعمال ليوناردو وتلاميذه إلى الحياة الجنسية لسالاي. ثمة رسمة تماثل لوحة ليوناردو يوحنا المعمدان وقد أسماها سالاي «الملاك المتجسد»، وتمثّل رجلاً عارياً بقضيبٍ منتصب، ويبدو أنه يمثّل سالاي. وجه الرجل أكثر شبهاً بوجه سالاي في لوحة ليوناردو منه ليوحنا في اللوحة الأصلية الموجودة في اللوفر. قد يكون رسمها سالاي بنفسه.

## علاقته بموناليزا
ادّعى عدد من الباحثين الإيطاليين بأن سالاي كان موديل الموناليزا، مشيرين إلى الشبه في بعض ملامح الوجه، تحديداً الأنف والفم، بينها وبين اللوحات التي كان فيها سالاي موديلاً. اعترض القائمون في متحف اللوفر على تلك الادعاءات.

## في الخيال الشعبي
- كان سالاي شخصية رئيسية في رواية «سيناكولو»[7] لجوزيف أوربي.
- في رواية «ملاك باسكوال» لباول ماكولي، كان سالاي الغريم الرئيسي في عصر النهضة الإيطالية.
- دي سي كومكس' 1995 Vertigo series Chiaroscuro: The Private Lives of Leonardo da Vinci (later published as a graphic novel) tells a speculative story of a love affair between Leonardo and Salaì.
- في لعبة الفيديو أساسنز كريد: برذرهود، إيزيو (البطل) يتفاعل مع سالاي عندما يبحث عن ليوناردو دافنشي. كما تشير اللعبة إلى التكهنات بأن سالاي كان عشيق ليوناردو، وأن إيزيو كان على علمٍ بهذه العلاقة، وكان متسامحاً مع ذلك.
- غياكامو كان الشخصية الرئيسية في رواية "ظلال ليوناردو.

## وصلات خارجية
- Leonardo da Vinci: anatomical drawings from the Royal Library, Windsor Castle, exhibition catalog fully online as PDF from The Metropolitan Museum of Art, which contains material on Salaì (see index)
- The L(eonardo) and the S(alai)